# Samantha Lam
Samantha Lam (en chinois traditionnel : 林子心), née le 29 juin 1978 à Vancouver, est une cavalière sino-canadienne de saut d'obstacles. Elle participe aux Jeux olympiques d'été de 2008 pour Hong Kong.